# Buddhismus in Deutschland

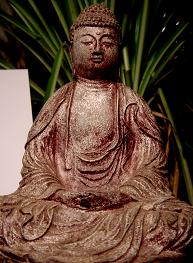
Meditierender Buddha

Der Buddhismus in Deutschland blickt auf eine Entwicklungsgeschichte von etwa 150 Jahren zurück. 
In Deutschland leben rund 270.000  Anhänger.

## Die Anfänge des Deutschen Buddhismus

### Erster Impuls
In seinen Anfängen ist der Buddhismus in Deutschland eng mit dem Namen Arthur Schopenhauer verknüpft, der bei seiner Beschäftigung mit indischer Philosophie (Vedanta) als einer der ersten in Europa mit den wenigen vorhandenen Quellen des Buddhismus in Kontakt kam und sich ernsthaft damit auseinandersetzte. Er bezog sein Wissen aus englisch- und französischsprachigen Quellen und hatte Kenntnis über Berichte aus allen Drei Fahrzeugen. Vor allem der deutsche Kalmückenforscher Isaac Jacob Schmidt (1779–1847) und seine Schriften gelten als wichtige Quelle für Schopenhauers erstaunlich umfangreiches Buddhismuswissen. Es war Schopenhauers Einfluss, der in der nächsten Generation eine Reihe von Pionieren hervorbrachte, die dem Buddhismus in Deutschland zum Durchbruch verhalfen. Dazu gehörten u. a. Karl Eugen Neumann, Paul Dahlke, Georg Grimm, Friedrich Zimmermann (Subhadra Bhikschu), der erste deutsche Mönch Nyanatiloka und Ernst Lothar Hoffman, der unter dem Namen Lama Anagarika Govinda indischer Staatsbürger und tibetischer Lama wurde.
Von Schopenhauer ebenfalls angeregt und von erheblichem Einfluss auf die weitere Entwicklung waren Friedrich Nietzsche und Richard Wagner. Der letztgenannte hatte sogar für einige Zeit eine Buddha-Oper unter dem Titel „Die Sieger“ geplant. Aber auch Indologen wie Hermann Oldenberg (1854–1920) und sein 1881 erschienenes Standardwerk Buddha, sein Leben, seine Lehre, seine Gemeinde, das noch in der zweiten Hälfte des 20. Jahrhunderts Neuauflagen erlebte, hatten einen nachhaltigen Einfluss auf die weitere Entwicklung des Buddhismus in Deutschland.

### Entwicklung um die Jahrhundertwende 1888–1918

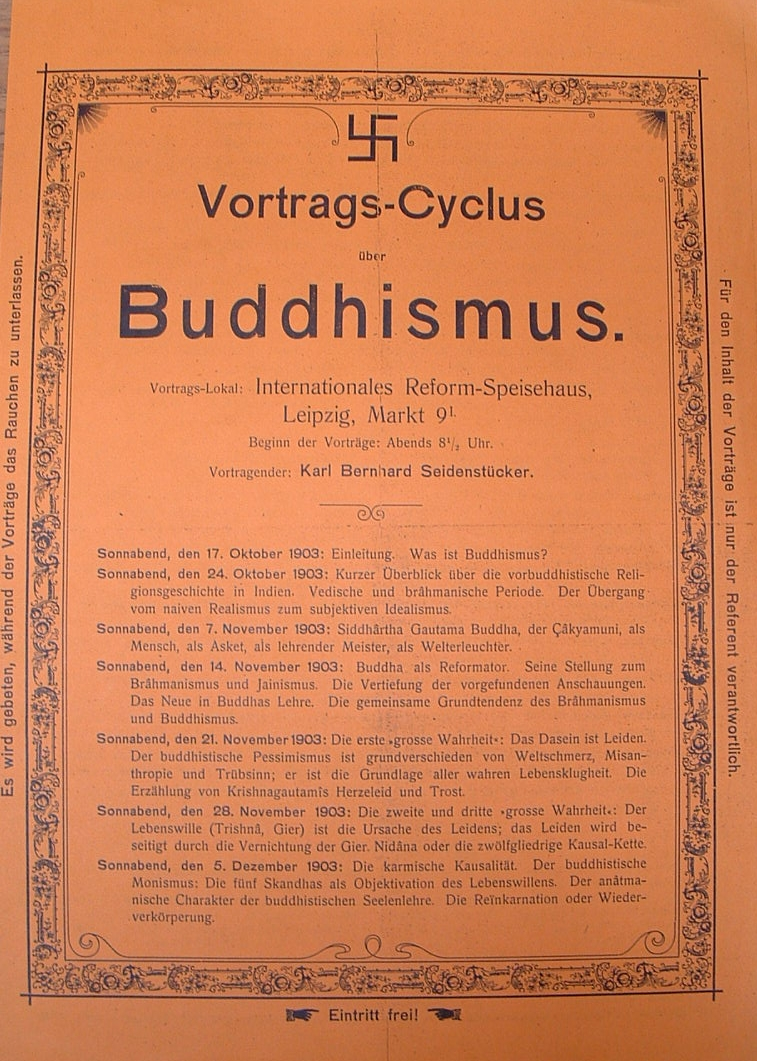
Vortragszyklus über Buddhismus von Karl Seidenstücker in Leipzig 1903

Mit der ersten Auflage des Buddhistischen Katechismus (1888) von Subhadra Bickshu (Friedrich Zimmermann) wurde der erste wichtige Schritt auf dem Weg des deutschen Buddhismus gesetzt. Er war nach dem Vorbild des Buddhist Catechism  von Henry Steel Olcott (1881 in englischer und singhalesischer Sprache erschienen) gestaltet und wollte dessen Mängel (er war ursprünglich als Lehrbuch für singhalesische Kinder gedacht) durch eine dem Erwachsenen gemäße Sprache und durch Fußnoten überwinden. Außerdem war die erste deutsche Übersetzung des Werks von Olcott unter dem Titel Buddhistischer Katechismus (1887) nur in sehr kleiner Auflage erschienen und schnell vergriffen. Zimmermanns Katechismus erlebte schon 1892 seine dritte Auflage und erreichte mit der Auflage 1908 eine Gesamtanzahl von 11.000 Exemplaren.
Es war der Indologe Karl Seidenstücker, der am 15. August 1903 in Leipzig die erste buddhistische Organisation im Deutschen Kaiserreich, den „Buddhistischen Missionsverein für Deutschland“, gründete (1906 wurde der Verein in „Buddhistische Gesellschaft für Deutschland“ umbenannt, gefolgt 1909 von „Mahâbodhi-Centrale“). Mit einem Vortragszyklus zwischen dem 17. Oktober 1903 und dem 26. März 1904 schrieb Seidenstücker ein neues Kapitel in der Geschichte des deutschen Buddhismus. Es war dasselbe Jahr, in dem Florus Anton Gueth zum Theravada-Mönch Nyanatiloka wurde.
Karl Eugen Neumann (1865–1915) hatte zu dieser Zeit schon große Teile des Kanons buddhistischer Schriften aus dem Pali ins Deutsche übersetzt. 1918 lag neben der Mittleren Sammlung auch die Längere Sammlung in seiner Übersetzung vollständig vor. Schon 1907 erschien der erste Band der Angereihten Sammlung in der deutschen Übersetzung von Nyanatiloka. Dieses Werk erschien vollständig erst nach dem Krieg. Einige Auflagen erlebte auch das Buch Die Lehre des Buddha: die Religion der Vernunft, das von Georg Grimm 1915 erstmals veröffentlicht wurde.

## Buddhismus zur Zeit der Weimarer Republik (1918–1933)

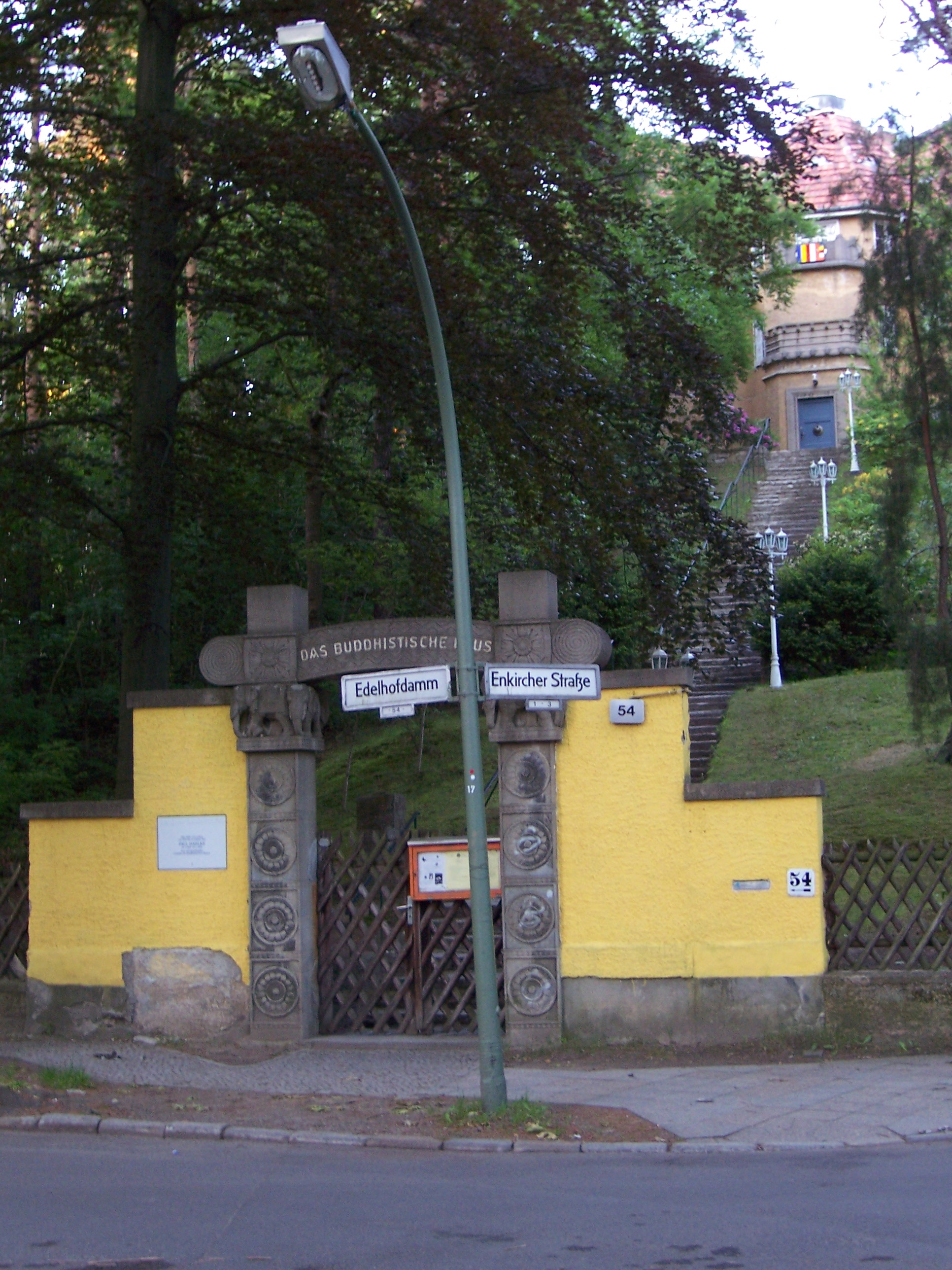
Das Buddhistische Haus in Berlin-Frohnau

1921 gründete Georg Grimm gemeinsam mit Karl Seidenstücker die Altbuddhistische Gemeinde in Utting am Ammersee.
1922 wurde Hermann Hesses Siddhartha, eine literarisch-künstlerische Auseinandersetzung mit dem Buddhismus publiziert, ein Werk, das nicht nur im deutschen Sprachraum, insbesondere von jungen Menschen mit großen Interesse aufgenommen wurde. Im selben Jahr erschien Leopold Zieglers religionsphilosophische Abhandlung Der ewige Buddho: Ein Tempelschriftwerk in 4 Unterweisungen. Ebenfalls 1922 gründete Martin Steinke in Berlin den Gemeinde um Buddha e. V. Hans Much veröffentlichte sein Buch Die Welt des Buddha: Ein Hochgesang, eine spätere Inspirationsquelle für Paul Debes.
1923 veröffentlichte Rudolf Otto sein Buch Aufsätze das Numinose betreffend, darin ein Kapitel über „Über Zazen als Extrem des numinosen Irrationalen“.
1924 wurde das älteste buddhistische Kloster in Deutschland (und Europa), das „Das Buddhistische Haus“ in Berlin-Frohnau bezogen. Es war von Paul Dahlke gebaut worden und steht in der Theravada-Tradition.
1925 verfilmte die Münchner Filmgesellschaft Emelka unter der Regie von Franz Osten in Indien die Lebensgeschichte des historischen Buddha unter dem Titel Die Leuchte Asiens.
In der Zwischenkriegszeit wurden buddhistische Texte aus der Gruppierten Sammlung vom Münchner Indologen Wilhelm Geiger übersetzt. Der deutsche buddhistische Mönch Nyanaponika Mahathera (d. i. Siegmund Feniger, geb. 1901 in Hanau, ordiniert 1937 auf Polgasduwa) übersetzte 1941 weitere wichtige Texte aus der Gruppierten Sammlung im Internierungslager Diyatalawa auf Ceylon (heute: Sri Lanka), die allerdings erst 1967 erschienen. Erst 1993 wurde die Übersetzung der Gruppierten Sammlung durch die Arbeit des Völkerrechtlers Hellmuth Hecker, eines Schülers von Paul Debes, zum Abschluss gebracht.

## Buddhismus im Dritten Reich (1933–1945)
Die Zeit des Nationalsozialismus ist trotz des Interesses vereinzelter Machthaber am Buddhismus eine Zeit des Stillstands für seine Entwicklung im Deutschen Reich von 1933 bis 1945 gewesen.
Die Nationalsozialisten fanden Gefallen an der indischen Swastika, die sie zu ihrem Hakenkreuz machten, und forschten in dieser Richtung auch zu den Ursprüngen der sogenannten arischen Rasse (vgl. Forschungsgemeinschaft Deutsches Ahnenerbe e. V.). Heinrich Himmler war bekannt für seinen Hang zum Okkultismus, aber auch für sein Interesse am Buddhismus. Zum einen vermutete er den Ursprung der arischen Rasse im heutigen Tibet, zum anderen beeindruckte ihn die japanische (Zen-)Kultur mit ihrer Kriegerkaste. Der Reichsführer SS schickte 1938 unter dem Zoologen Ernst Schäfer eine Expedition nach Tibet, um unter anderem erforschen zu lassen, ob Spuren einer arischen Urreligion in den tibetisch-buddhistischen Schriften zu finden seien. Der im Zusammenhang mit dieser Expedition entstandene Propagandafilm „Geheimnis Tibet“ wurde jedoch erst 1943 uraufgeführt.

## Entwicklung im geteilten Deutschland (1945–1990)
Die Teilung Deutschlands nach dem Zweiten Weltkrieg, mit den völlig getrennt verlaufenden gesellschaftlichen Entwicklungen, bedarf einer getrennten Schilderung der Entwicklung des Buddhismus in den zwei deutschen Staaten, wobei die Faktenlage über die Entwicklung des Buddhismus in der DDR zurzeit äußerst dünn erscheint.

### Buddhismus in der Bundesrepublik Deutschland

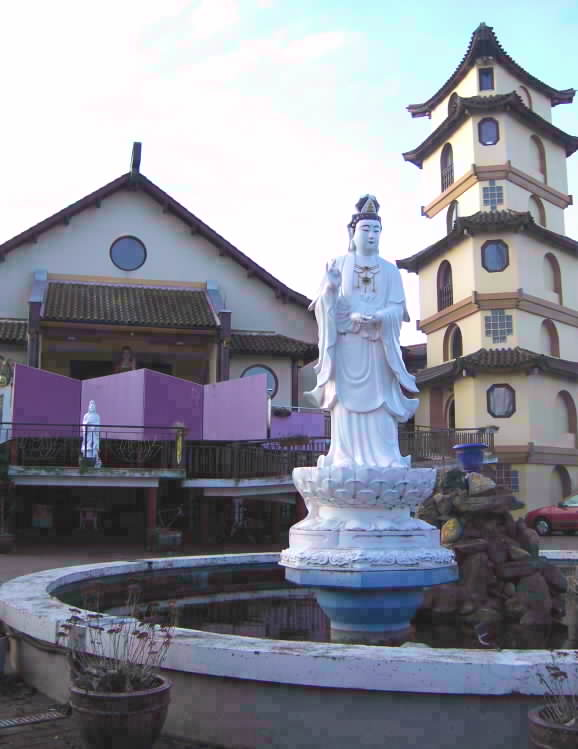
Vietnamesische Pagode Viên Giác in Hannover (errichtet 1987–1993).

1948 wurde das Buddhistische Seminar von Paul Debes gegründet. Das Seminar hat es sich zur Aufgabe gemacht, die Unterweisungen und Lehren des Buddha, des Erwachten, für den heutigen westlichen Menschen zu erschließen. Die Zeitschrift Wissen und Wandel erscheint fortlaufend seit 1955 alle 2 Monate als Doppelheft.
Im selben Jahr (1948) erschien Eugen Herrigels Zen in der Kunst des Bogenschießens, das in seiner 1953 erschienenen Übersetzung ins Englische (und 1956 sogar ins Japanische) auch über den deutschen Sprachraum hinaus das populäre Bild von Zen mitprägte.
1952 wurde als erste dem Mahayana zuzurechnende Gemeinschaft in Deutschland ein Zweig des Arya Maitreya Mandala eröffnet.
1970 wurde die Soka Gakkai International – Deutschland (bis 1991 als Deutsche Nichiren Shoshu e. V.) gegründet.
Angeregt durch den Durchbruch der österreichischen Buddhisten, die 1983 als Religionsgemeinschaft die volle Anerkennung erhielten, wurde 1985 in Hamburg die Gründung einer Buddhistischen Religionsgemeinschaft in Deutschland (BRG) beschlossen, um die staatliche Anerkennung als Körperschaft des öffentlichen Rechts gemäß dem Grundgesetz zu erreichen. Der Einspruch insbesondere Bayerns bei der Kultusministerkonferenz vereitelte zwar diese Initiative auf Jahrzehnte, brachte aber die Einigung auf das „Buddhistische Bekenntnis“. Diese Herstellung einer gemeinsamen Plattform der unterschiedlichsten buddhistischen Gruppen stellt im westlichen Buddhismus eine allseits anerkannte Novität darf.

### Buddhismus in der DDR
Aus der Zeit vor der Wende gibt es nur vereinzelte Berichte über buddhistische Gruppen in der DDR. Baumann und Hecker erwähnen in ihren Werken für die Nachkriegszeit kleine buddhistische Gruppen in Dresden, Leipzig und Halle. Die seit 1841 bestehende Indologie in Leipzig brachte aber auch in diesen Jahren Publikationen zu Buddhismus und Tibetologie heraus. Die zahlreichen DDR-Vertragsarbeiter aus Vietnam lebten ihre Religion (soweit sie sich noch als Buddhisten identifizieren) nur im Familien- und Freundeskreis in Wohnzimmern.

## Buddhismus im vereinten Deutschland

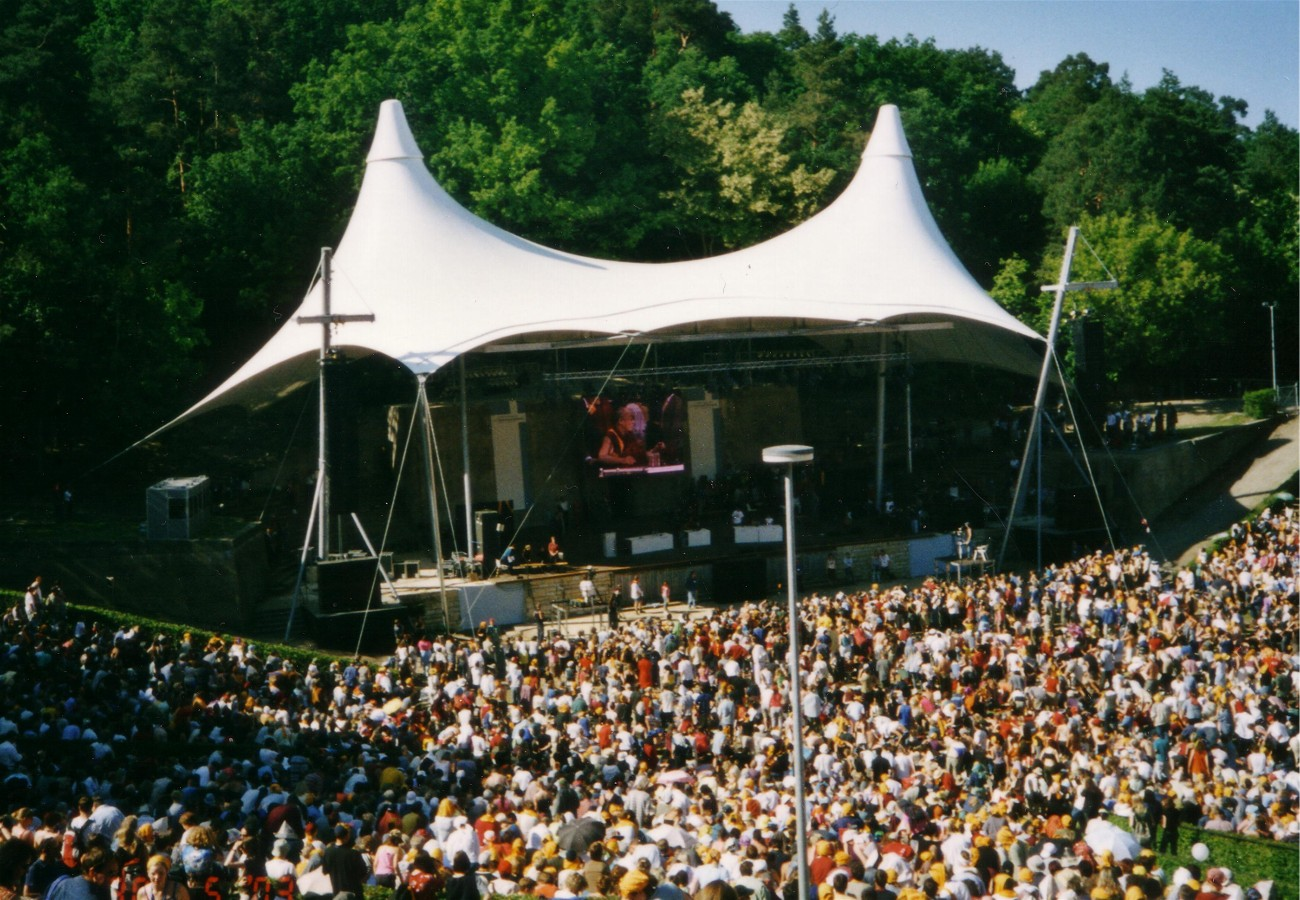
Der Dalai Lama in der Berliner Waldbühne 2003

Mit der Veranstaltung des Kongresses der Europäischen Buddhistischen Union (EBU) durch die Deutsche Buddhistische Union (DBU) in Berlin 1992 zum Thema „Einheit in der Vielfalt“ wurde in der Entwicklung des deutschen Buddhismus eine neue Wegmarke gesetzt.
Derzeit existieren in Deutschland rund 600 buddhistische Gruppen und Gemeinschaften, während es Mitte der 1970er Jahre rund 30 waren. Baumann schätzt, dass Ende der neunziger Jahre etwa 170.000 Buddhisten in Deutschland lebten, 120.000 davon Buddhisten asiatischer Herkunft. Die Deutsche Buddhistische Union geht von einer Zahl von 250.000 aktiven Buddhisten in Deutschland aus, die Hälfte davon eingewanderte Asiaten. Die in Deutschland zurzeit populärsten Richtungen des Buddhismus sind Schulrichtungen des Theravada, des tibetischen Buddhismus, des Nichiren-Buddhismus und des Zen-Buddhismus.

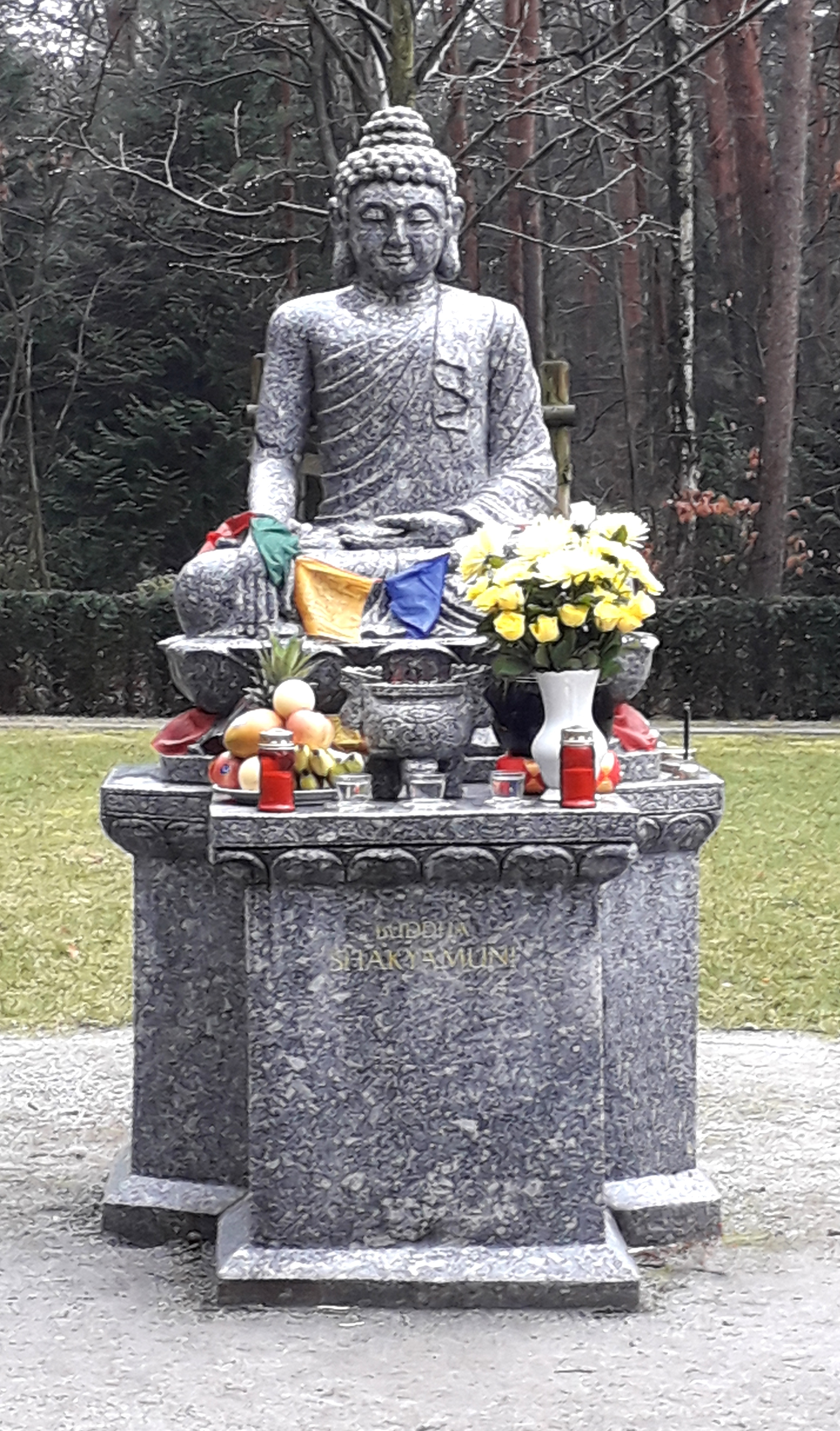
Buddha-Statue auf dem Heidefriedhof Dresden

Einige Gruppen dieser Schulrichtungen sind auch als Mitglied in der Deutschen Buddhistischen Union (DBU) vertreten.
Am 27. September 2015 wurde auf dem Heidefriedhof in Dresden auf einer Gesamtfläche von etwa 2000 m² die erste buddhistische Begräbnisstätte in ganz Osteuropa errichtet und nach dem Großen Zeremonial-Ritual der Buddhistischen Grabstätten-Weihe eingeweiht. Die Anlage wurde errichtet vom Vietnamesisch Buddhistischen Kulturzentrum in Sachsen e. V. und aus Eigenmitteln, aus Mitteln der Stadt Dresden, aus Spenden und anderen Unterstützungen finanziert. Träger der Anlage ist die Landeshauptstadt Dresden. Die Anlage steht allen Glaubensschulen und Nationalitäten offen.
Am 1. März 2019 fand in Anwesenheit vieler Mönche und Nonnen sowie im Beisein von 150 Gläubigen die erste buddhistische Grablegung in Sachsen nach den traditionellen Beerdigungs-Ritualen statt. Die feierliche Zeremonie wurde zelebriert vom Bhiksu Thich Hanh Tan, Abt des buddhistischen Amitayus Retreat Klosters Schönfeld.

### Buddhisten asiatischer Herkunft
In Deutschland leben etwa 300.000 Staatsangehörige aus asiatischen Ländern mit hohem buddhistischen Bevölkerungsanteil (31. Dezember 2014), darunter:
- aus Thailand, ca. 55.000 Einwohner, ca. 95 % sind Buddhisten
- aus Japan, ca. 31.000 Einwohner, ca. 75 % sind Buddhisten
- aus China, ca. 79.000 Einwohner, ca. 30 % sind Buddhisten
- aus Südkorea, ca. 24.000 Einwohner, ca. 24 % sind Buddhisten
- aus Myanmar, Kambodscha, Laos, ca. 3.000 Einwohner, ca. 90 % sind Buddhisten
- aus Vietnam, ca. 100.000 Einwohner, ca. 80 % sind Buddhisten

Die Thailänder folgen der Schulrichtung des Theravada und sind mit insgesamt 48 thailändischen Tempeln (Wat) in Deutschland die größte buddhistische Gemeinde asiatischer Herkunft (31. Dezember 2015).